# Стокгольмская соборная мечеть
Стокго́льмская собо́рная мече́ть — Мечеть За́йда ибн Султа́на ан-Нахайя́на (швед. Zaid Ben Sultan Al Nahayans moské, араб. جامع زايد بن سلطان آل نهيان‎), известная как Стокгольмская соборная мечеть (Stockholms moské) или Стокгольмская Вели́кая Мечеть (Stockholms stora moské) — самая большая мечеть в Стокгольме, Швеции. Открыта 7 июня 2000 года.

## История
Первоначально построена как электроэнергетическая станция, известная как («Станция Катарина»), здание было разработано архитектором Фердинандом Бобергом в стиле ар-нуво и закончено в 1903 году.
Уже под влиянием «мавританской» исламской архитектуры в её оригинальной версии, здание было преобразовано в мечеть в 1990-е годы. После консультации, мусульманские лидеры в марте 1995 года решили преобразовать старую электростанцию в мечеть. В собственность здание было впоследствии выкуплено Исламской ассоциацией Швеции. Проект был отсрочен из-за протестов и обращений, и строительство началось лишь в начале 1999 года.
Мечеть была построена при финансовой поддержке правительства Объединённых Арабских Эмиратов и названа в честь основного спонсора — первого президента ОАЭ шейха Зайда ибн Султана ан-Нахайяна.
Мечеть может вместить до 2000 человек одновременно. Здание включает библиотеку, книжный магазин, спортзал, офисы, лекционные залы, большую столовую и ресторан.